# Červeník
Červeník (in ungherese Vágvörösvár) è un comune della Slovacchia facente parte del distretto di Hlohovec, nella regione di Trnava.